# Bonenstaak

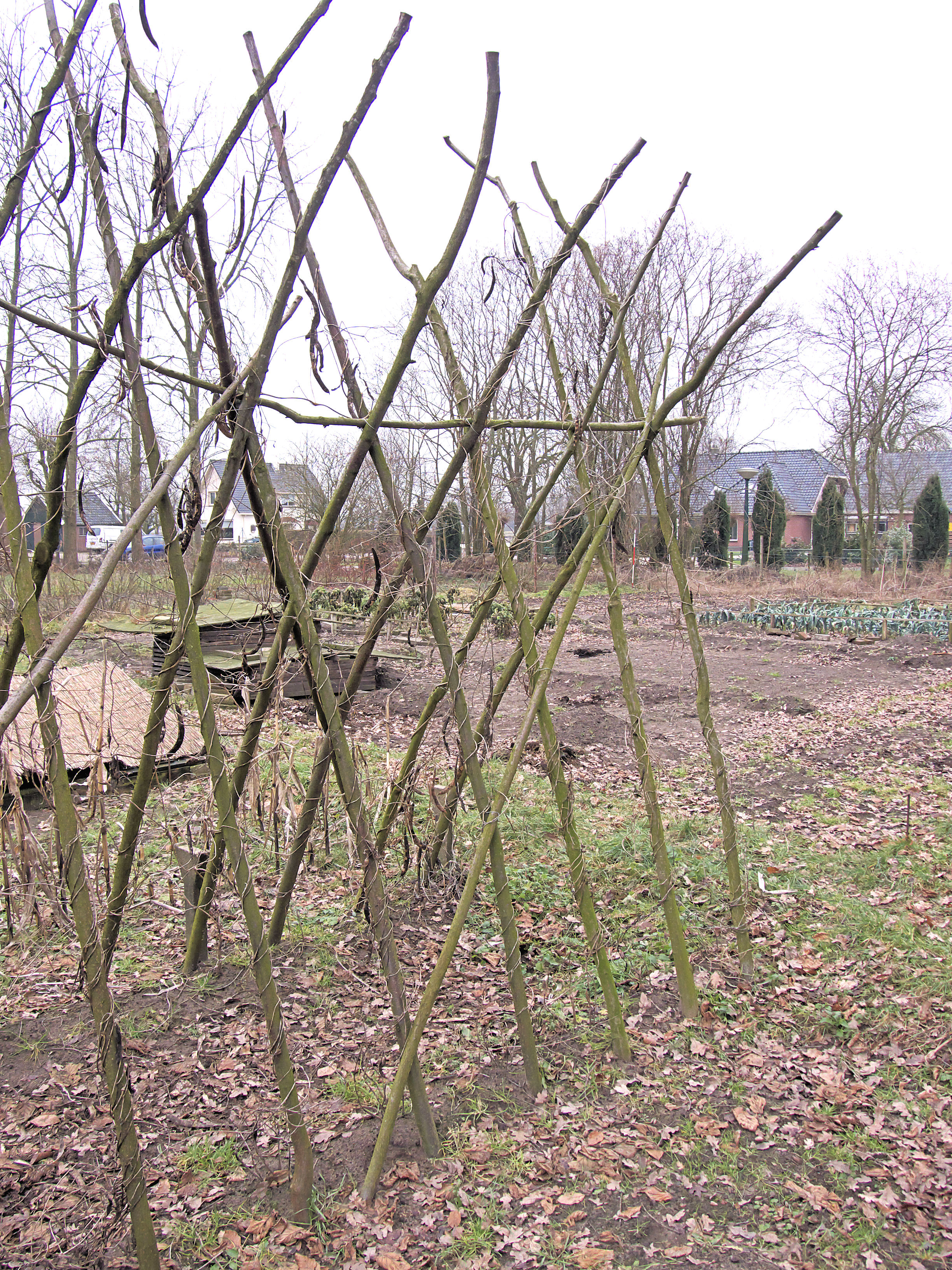
Bonenstaken van hazelaarhout

Een bonenstaak of bonenstok is een houten stok met een lengte van 240-300 cm. De bonenstaken worden gebruikt voor stokbonen (onder andere stokslaboon, snijboon, pronkboon en spekboon) om deze steun te geven bij het klimmen. In principe zijn alle houtsoorten geschikt als bonenstaak mits de bomen rechte takken van voldoende lengte vormen.
Vroeger werden wilgenbonenstaken uit de grienden gebruikt. Ze hadden aan de voet een minimale doorsnee van 4 cm en aan de top van 2,5 cm. Verse staken moeten onderaan afgeschild worden, omdat ze anders wortel kunnen schieten. Een wilgen bonenstaak gaat drie jaar mee, daarna is de voet verrot en is de staak ook breukgevoelig geworden. De moderne tonkinstokken  hebben als nadeel dat ze glad zijn, waardoor de bonenstengels minder houvast krijgen en de neiging hebben naar beneden te glijden.
De stokken kunnen in twee rijen gestoken worden voor het vormen van een langwerpig hok of per vier bij elkaar gebonden worden.